# Symplocos pilosa
Symplocos pilosa är en tvåhjärtbladig växtart som beskrevs av Alfred Rehder. Symplocos pilosa ingår i släktet Symplocos och familjen Symplocaceae. Inga underarter finns listade i Catalogue of Life.